# Lijst van Belgische adelsverheffingen 1953
Personen die in 1953 in de Belgische adel werden opgenomen of een adellijke titel ontvingen.

## Prins
- Evrard-Engelbert d'Arenberg (1892-1969), erkenning van erfelijke Belgische adel met de titel van prins, voor hem en al zijn afstammelingen.

## Graaf
- Graaf Paul de Launoit, uitbreiding van zijn titel op alle mannelijke afstammelingen.
- Ridder Marcel de Sauvage (1883-1968), de titel graaf, overdraagbaar bij eerstgeboorte.

## Baron
- Jean Boels (1889-1971), generaal majoor, erfelijke adel en titel van baron, overdraagbaar bij eerstgeboorte.
- Jonkheer Yves de Brouwer (1907-1984), titel van baron, overdraagbaar bij eerstgeboorte.
- Jonkheer Fernand Haus (1880-1964), eerste voorzitter van het hof van beroep Gent, de titel baron, overdraagbaar bij eerstgeboorte.
- Jonkheer Frédéric de Jacquier de Rosée (1879-1958), burgemeester van Warnant, titel van baron, overdraagbaar bij eerstgeboorte.
- Jonkheer Clément de Jacquier de Rosée (1909- ), de titel baron, overdraagbaar bij eerstgeboorte.
- Jonkheer Patrick Nothomb (1936-2020), ambassadeur, de titel baron, overdraagbaar bij eerstgeboorte.
- Joseph Vandemeulebroek, burgemeester van Brussel, erfelijke adel en de titel baron, overdraagbaar bij eerstgeboorte.
- Jonkheer Pieter Verhaegen (1923-1997), de titel baron, overdraagbaar bij eerstgeboorte.

## Jonkheer
- Paul Jacquet de Haveskercke (1892-1966), erfelijke adel.
- Jean-Henri Naus (1902-1971), erfelijke adel.
- Henry Pinte (1881-1957), kolonel, erfelijke adel.
- Guy Poswick (1897-1984), vrederechter, erfelijke adel.
- Charles Poswick (1924-1994), erfelijke adel.
- Philippe Poswick (1927-2012), erfelijke adel
- Pierre Poswick (1907-1964), erfelijke adel.
- Jacques Poswick (1897-1972), erfelijke adel.
- Joseph Poswick (1906-1968), erfelijke adel.
- Emile-Jacques van Zuylen, verheffing, erfelijke adel.
- Charles van Zuylen (1912-1991), verheffing, erfelijke adel.
- Jean-Fernand van Zuylen (1917-1999), verheffing, erfelijke adel.
- Ernest van Zuylen (1886-1957), verheffing, erfelijke adel.